# Max de Cérenville
Max de Cérenville, né à Lausanne le 18 novembre 1875 et mort le 9 janvier 1948, est un juriste, enseignant et personnalité politique vaudoise, membre du Parti libéral suisse.

## Biographie
Max de Cérenville fait des études de droit à Lausanne, Zurich et Göttingen. Il obtient son doctorat en 1898, ainsi qu'un diplôme de la Section des assurances (1898). Juriste et expert en fiscalité il est nommé juge suppléant au Tribunal cantonal (1905-1917).
Il fait un bref passage à l'Université de Lausanne en tant que professeur extraordinaire de droit des assurances (1911-1912), juriste il succède en 1912 à son père à la tête des assurances « La Suisse » (1812-1948) où il est entré comme sous-directeur en 1903.
Il commence sa carrière politique en tant que conseiller communal à Lausanne (1901-1933) puis comme député au Grand Conseil (1901-1925) et enfin comme conseiller national (1917-1919). Il préside plusieurs conseils d'administration, parmi ceux-ci, celui de la Société de banques suisses, de la Société des tramways lausannois, de la Société suisse de publicité ainsi que de La Gazette de Lausanne dès 1919, du Bureau vaudois d'adresses dont il assume la présidence entre 1933 et 1946, de la Caisse cantonale des Retraites populaires dont il est le fondateur en 1908.

## Sources
- « Max de Cérenville », sur la base de données des personnalités vaudoises sur la plateforme « Patrinum » de la Bibliothèque cantonale et universitaire de Lausanne.
- Journal de Genève, 1948/01/10
- Olivier Robert, Francesco Panese, Dictionnaire des professeurs de l'Université de Lausanne dès 1890, Lausanne, 2000
- Gilbert Marion, « Max de Cérenville » dans le Dictionnaire historique de la Suisse en ligne.
- Canton de Vaud : site officiel : Liste des présidents du Grand Conseil
- « Biographie de Max de Cérenville », sur le site de l'Assemblée fédérale suisse.